# Sân bay Petrozavodsk
Sân bay Petrozavodsk (tiếng Nga: Аэропорт Петрозаводск, tiếng Karelian: Petroskoin lendoazema; (IATA: PES, ICAO: ULPB); ex: Besovets, Petrozavodsk-2) là một sân bay hỗn hợp dân dụng quân sự ở Nga, 12 kilômét (7,5 mi) về phía tây bắcPetrozavodsk ở Besovets, khu định cư nông thôn Shuya (khu tự quản. Sân bay này phục vụ các hãng hàng không nhỏ. Sân bay có 12 chỗ đỗ.
Ngày 20 tháng 6 năm 2011 đã xảy ra tai nạn rơi máy bay của RusAir lúc chiếc máy bay đang hạ cánh cuối cùng xuống sân bay này, làm thiệt mạng 44 người và bị thương 8 người khác.

## Hãng hàng không và tuyến bay
| Hãng hàng không      | Các điểm đến      |
| -------------------- | ----------------- |
| RusLine              | Moscow-Domodedovo |
| Severstal Aircompany | Cherepovets       |